# Liste der Biografien/Weisw
Liste der Biografien |
Portal Biografien |
Personensuche
# |
A |
B |
C |
D |
E |
F |
G |
H |
I |
J |
K |
L |
M |
N |
O |
P |
Q |
R |
S |
T |
U |
V |
W |
X |
Y |
Z |
?
 
Wa |
Wc |
Wd |
We |
Wh |
Wi |
Wj |
Wl |
Wn |
Wo |
Wr |
Ws |
Wt |
Wu |
Ww |
Wy |
Wz
 
Wea |
Web |
Wec |
Wed |
Wee |
Wef |
Weg |
Weh |
Wei |
Wej |
Wek |
Wel |
Wem |
Wen |
Weo |
Wep |
Wer |
Wes |
Wet |
Weu |
Wev |
Wew |
Wex |
Wey |
Wez
 
Weia |
Weib |
Weic |
Weid |
Weie |
Weif |
Weig |
Weih |
Weij |
Weik |
Weil |
Weim |
Wein |
Weip |
Weir |
Weis |
Weit |
Weix |
Weiz
 
Weisb |
Weisc |
Weisd |
Weise |
Weisf |
Weisg |
Weish |
Weisi |
Weisk |
Weisl |
Weism |
Weisn |
Weisp |
Weisr |
Weiss |
Weist |
Weisw |
Weisz
Die Liste der Biografien führt alle Personen auf, die in der deutschsprachigen Wikipedia einen Artikel haben. Dieses ist eine Teilliste mit 9 Einträgen von Personen, deren Namen mit den Buchstaben „Weisw“ beginnt.

## Weisw

### Weiswe
- Weisweiler, Adam (1746–1820), deutscher Kunsttischler und Ebenist
- Weisweiler, Franz Josef (1928–1985), deutscher Manager und Vorstandsvorsitzender in der Mannesmann AG
- Weisweiler, Georg (* 1946), deutscher Politiker (FDP), MdL
- Weisweiler, Hennes (1919–1983), deutscher FußballtrainerHennes Weisweiler (1919–1983)

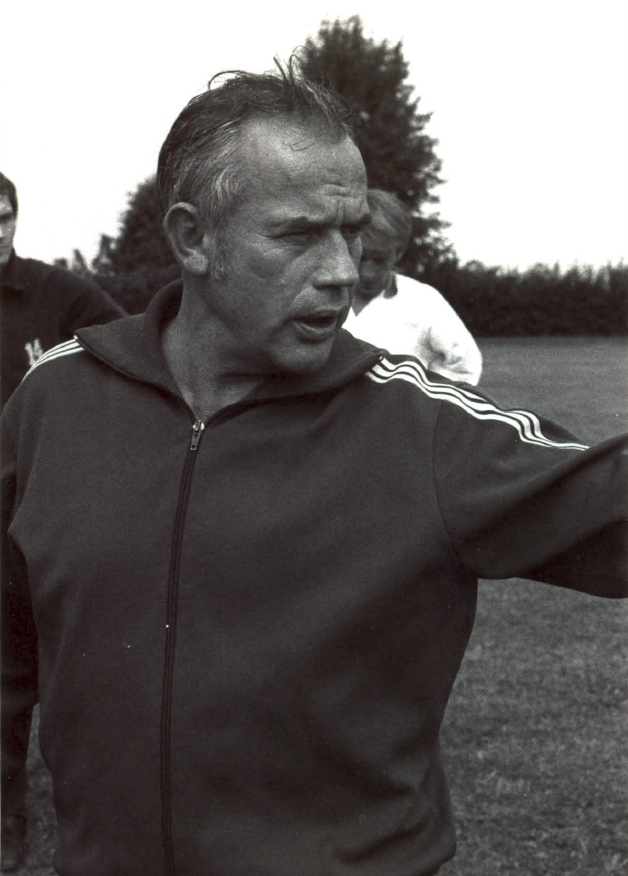
Hennes Weisweiler (1919–1983)

- Weisweiler, John (* 1981), deutscher Althistoriker
- Weisweiler, Max (1902–1968), deutscher Bibliothekar und Orientalist
- Weisweiler, Sibylla (* 1962), bildende Künstlerin
- Weisweiller, Daniel (1814–1892), deutscher Bankier und Diplomat in Spanien
- Weisweiller, Guy (1909–1982), französischer Autorennfahrer